# آیا تاکئوچی
آیا تاکئوچی (انگلیسی: Aya Takeuchi؛ زادهٔ ۵ اوت ۱۹۸۶) بازیکن راگبی ۷ نفره زن اهل ژاپن است.
وی در مسابقات کشوری و بین‌المللی در مجموع برندهٔ ۱ مدال نقره شده‌است.